# 오겹살

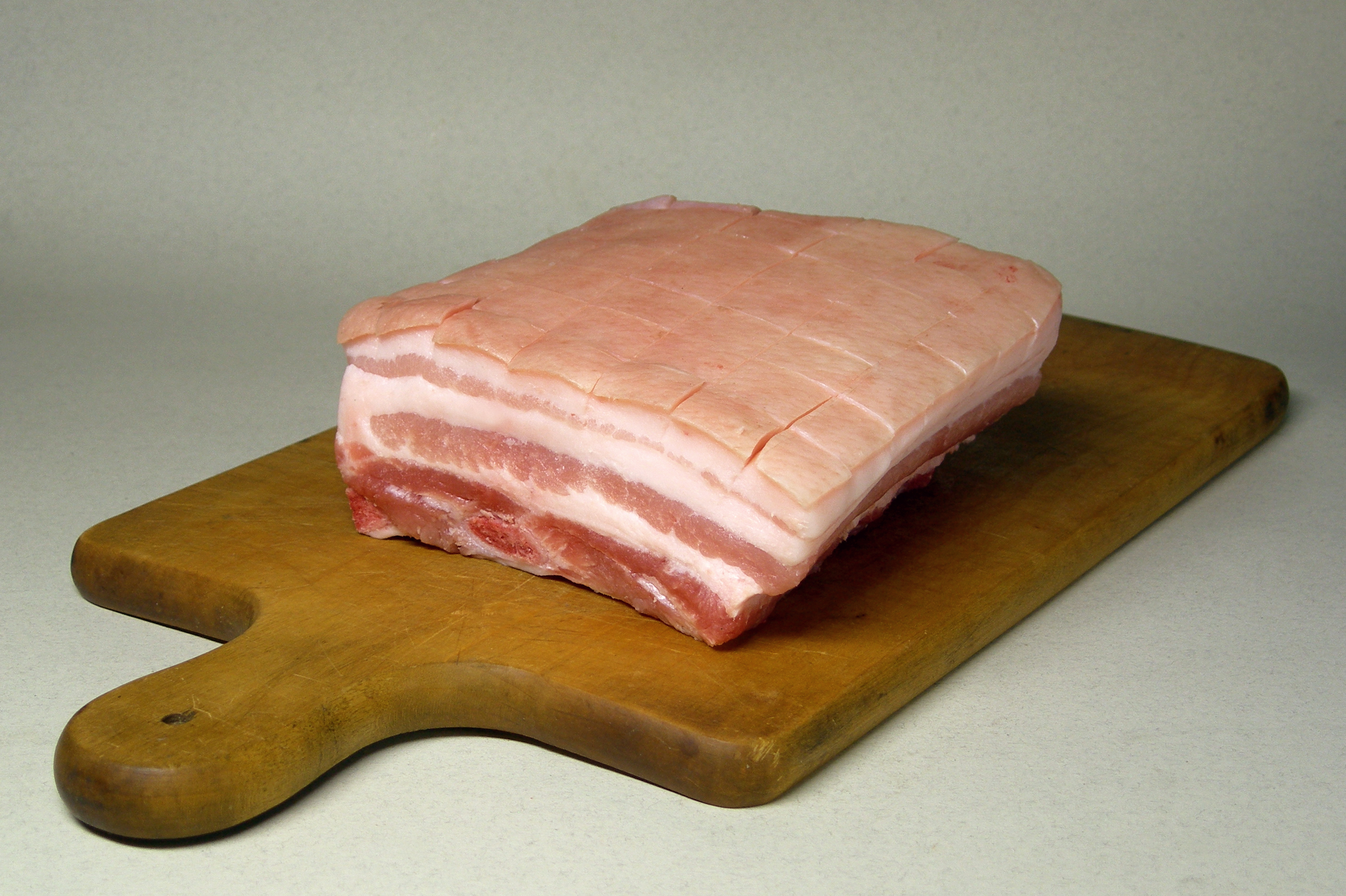
오겹살 (탕박 삼겹살)

오겹살은 돼지 껍데기를 제거하지 않은 상태의 삼겹살을 말한다. 2000년 경에 마케팅 차원에서 상인들이 만든 신조어에 속한다. 수도권에서는 껍데기를 제거한 삼겹살이 유통되었으나 껍데기를 제거하지 않은 제주 흑돼지 삼겹살이 인기를 끌자 차별화를 위해서 상인들이 '오겹살'이라는 말을 만들었다. 돼지고기 요리가 발달한 중국에서는 삼겹살과 오겹살을 구분하지 않고 동일하게 五花肉(오화육)이라고 한다.

## 어원 유래
삼겹살은 본래 비계과 살코기가 네겹을 이루는 층상구조(層狀構造)이기 때문에 오겹살이 가지는 의미인 다섯 겹이란 논리적으로 문제가 없는 표현이다. 그러나 오겹살이란 말은 도축 업계에서 사용하지 않는 용어이며, 정식으로 부분육을 지칭하는 표현도 아니어서 표준국어대사전에 등재되어 있지 않은 말이다. 따라서 유통시 돼지 껍데기를 제거한 기존의 삼겹살인 '탈박(奪剝) 삼겹살'과 구분짓기 위해서 돼지 껍데기를 제거하지 않았다는 의미를 가진 '미박(未剝) 삼겹살'로 표기하며 시중에는 오겹살이라는 말이 통용되어 익숙해진 상태에 있을 뿐이다.
전라도, 경상도, 제주도 등 남부지역에서는 전통적으로 돼지 껍데기를 제거하지 않고 유통하는 것이 일반적이었으나, 서울과 경기권에서는 돼지의 껍데기를 벗긴 삼겹살을 유통하였다. 그런던중 1995년 경에 돼지 껍데기가 있는 제주지역 흑돼지 삼겹살이 서울에 진출하면서 꼬들꼬들한 껍데기의 식감이 더해져서 인기를 끌며 기존의 일반 삼겹살보다 더 고소하고 맛있다는 평가를 받았다. 이에 상인들이 차별화를 추구하기 위해 '오겹살' 이라는 신조어를 만들었고 2000년 초부터 마케팅을 통해 적극적으로 홍보했다. 그러나 엄연히 오겹살은 삼겹살의 일종이다. 식품의약품안전처 행정규칙에 명시된 돼지고기의 7가지 대분할 및 25가지 소분할 부위에는 '오겹살'이라는 부분육이 존재하지 않는다.

## 탕박 삼겹살
도축 과정중에 돼지를 약 60~63℃ 정도의 물에 3분 정도 담근 후 제모기로 돼지 털을 제거하는 과정을 탕박(湯剝)이라 한다. 돼지 껍데기를 벗겨내는 박피(剝皮) 작업을 하지 않고 털만 제거하는 탕박(湯剝) 공정을 거쳤기 때문에 업계에서는 오겹살을 '탕박(湯剝) 삼겹살'이라고 부르기도 한다.
2017년 12월 이후에 국내 도축장에서는 더 이상 박피(剝皮)를 진행하지 않고 탕박(湯剝)만 실시하고 있으며, 유통업체에서 발골 및 부분육 가공 중에서 박피 여부를 결정하고 있다. 일반적인 모든 삼겹살 부분육을 돼지 껍데기가 붙어있는 '오겹살'로 가공 할 수 있는 것이 아니라 돼지껍데기 직전에 형성된 지방층, 비계가 얇은 삼겹살만 가능하다.

## 요리

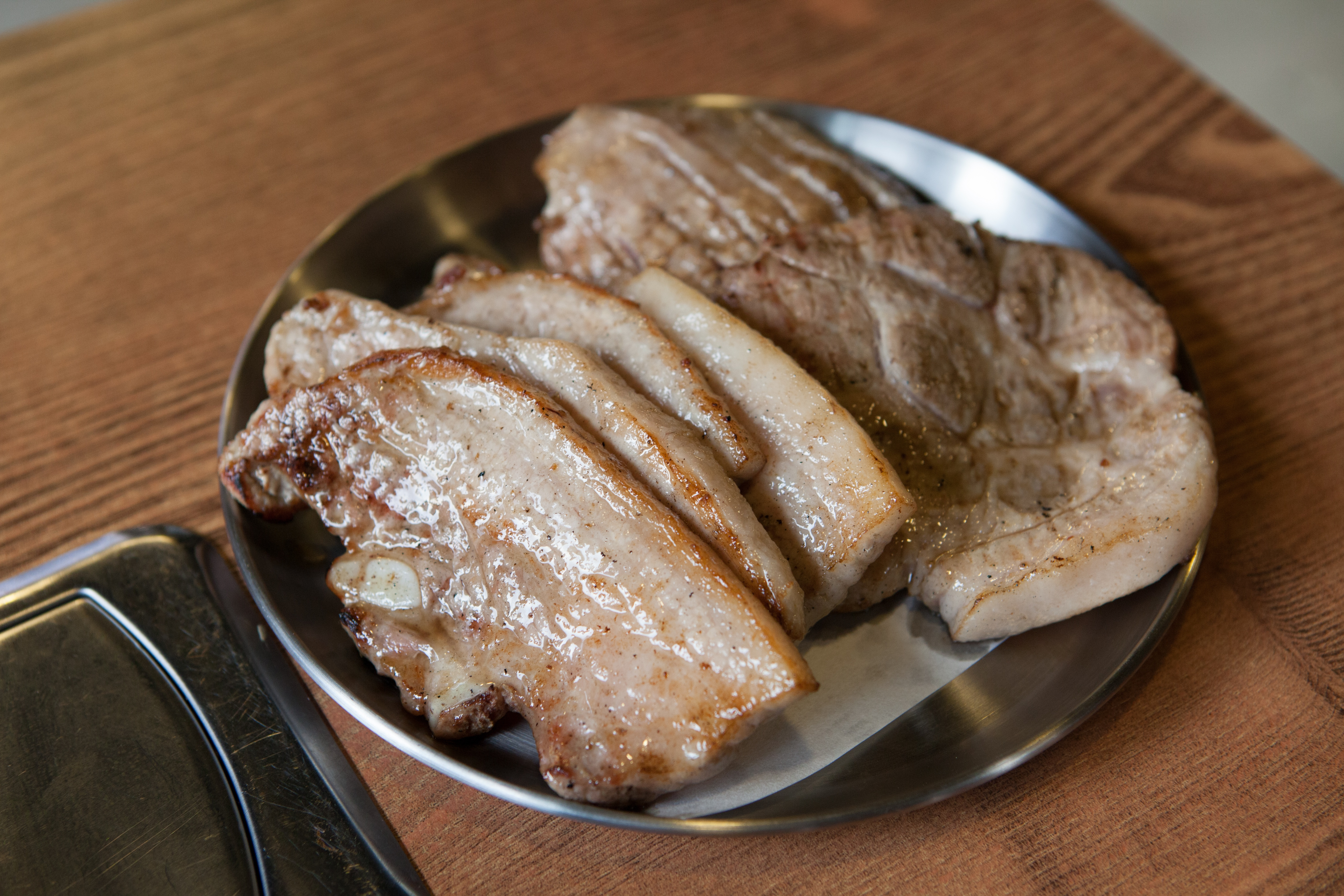
오겹살 구이

### 오겹살 구이
오겹살은 돼지 껍데기를 제거한 일반적인 '탈박(奪剝) 삼겹살'보다 고급육으로 취급되어 식당가에서는 상대적으로 메뉴 가격이 높게 책정되는 편이다. 결과적으로 손질을 덜하기 때문에 인건비가 덜 들어가고 중량이 많아지기 때문에 가격이 저렴해야 하지만 오히려 그 반대다. 그러나 구이 방식은 일반적인 삼겹살 구이와 크게 다를 것 없다. 돼지 껍데기로 인해 쫄깃한 식감이 추가되고 콜라겐이 많은 것이 장점일 수 있으나, 이 또한 온전히 고기 맛을 즐길 수 없고, 털이 박혀있기 때문에 싫어하는 사람들도 있어 입맛에 따라 호불호가 갈리는 편이다.

### 동파육

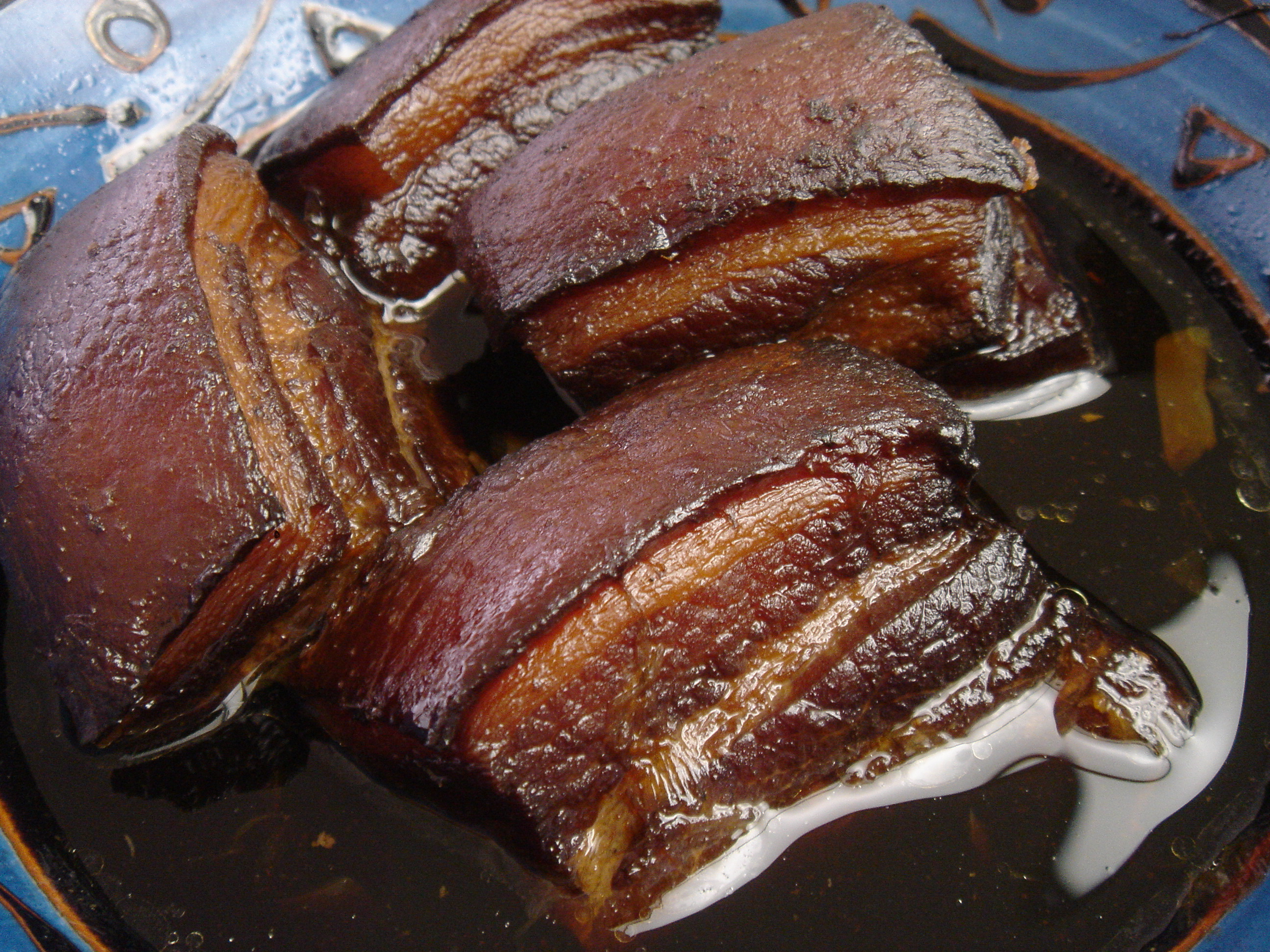
동파육 (東坡肉)

중국의 대표적인 돼지고기 요리에 속하는 동파육은 오겹살로 만든 요리이다. 송나라때 정치가이자 문학가인 소동파(1037~1101)는 미식가로도 알려져 있는데, 그가 당파 다툼에 밀려 항저우로 좌천되었을때 선정을 베풀자 주민들이 소동파에게 돼지고기를 받쳤다. 그런데 그는 그것으로 항저우식 훙사오러우(紅燒肉)라는 새로운 요리를 만들어 다시 주민들에게 나누어 주었다. 이에 감복한 항저우 주민들은 이후 이 요리의 이름을 동파육(東坡肉)이라 불렀다. 이 동파육은 1956년 저장성이 인정한 항저우 36대 대표요리 중 하나로 선정되기도 했다.
동파육은 큼직한 오겹살(五花肉) 덩어리를 통째로 소흥주에 넣어 삶은 후 간장 등을 넣어 장시간 약한 불로 졸여서 육질이 부드러워질 때까지 익혀주면 완성된다. 이 밖에도 오겹살은 매채수육, 뇌반육 등 다수의 요리를 만드는데 주 재료로 사용되고 있다.

## 같이 보기
- 삼겹살 (부위)
- 삼겹살 구이
- 한국 요리
- 돼지고기